# Église Saint-Pierre du Crotoy
Pour les articles homonymes, voir Église Saint-Pierre.
L'église Saint-Pierre du Crotoy est une église catholique située au Crotoy sur le littoral du département de la Somme.

## Historique
L'église Saint-Pierre du Crotoy a succédé à une église médiévale à deux nefs, plus modeste, et dont l'état de délabrement entraîna sa démolition de 1850 à 1865. Une église provisoire a été bâtie derrière le chœur actuel, le temps des travaux.
L'édifice est protégé en tant que monument historique : inscription par arrêté en date du 27 août 2019.

## Caractéristiques

### Extérieur
L'édifice actuel a été reconstruit en brique dans le style néo-gothique. Son plan basilical traditionnel est composé d'une nef à deux bas-côtés et d'un chœur en prolongement, l'édifice est dépourvu de transept. Toutefois, lors de la reconstruction on a conservé la massive tour-clocher de grès du XIIIe siècle en façade. Elle constitue aujourd'hui l'élément architectural le plus remarquable de l'édifice.

### Intérieur

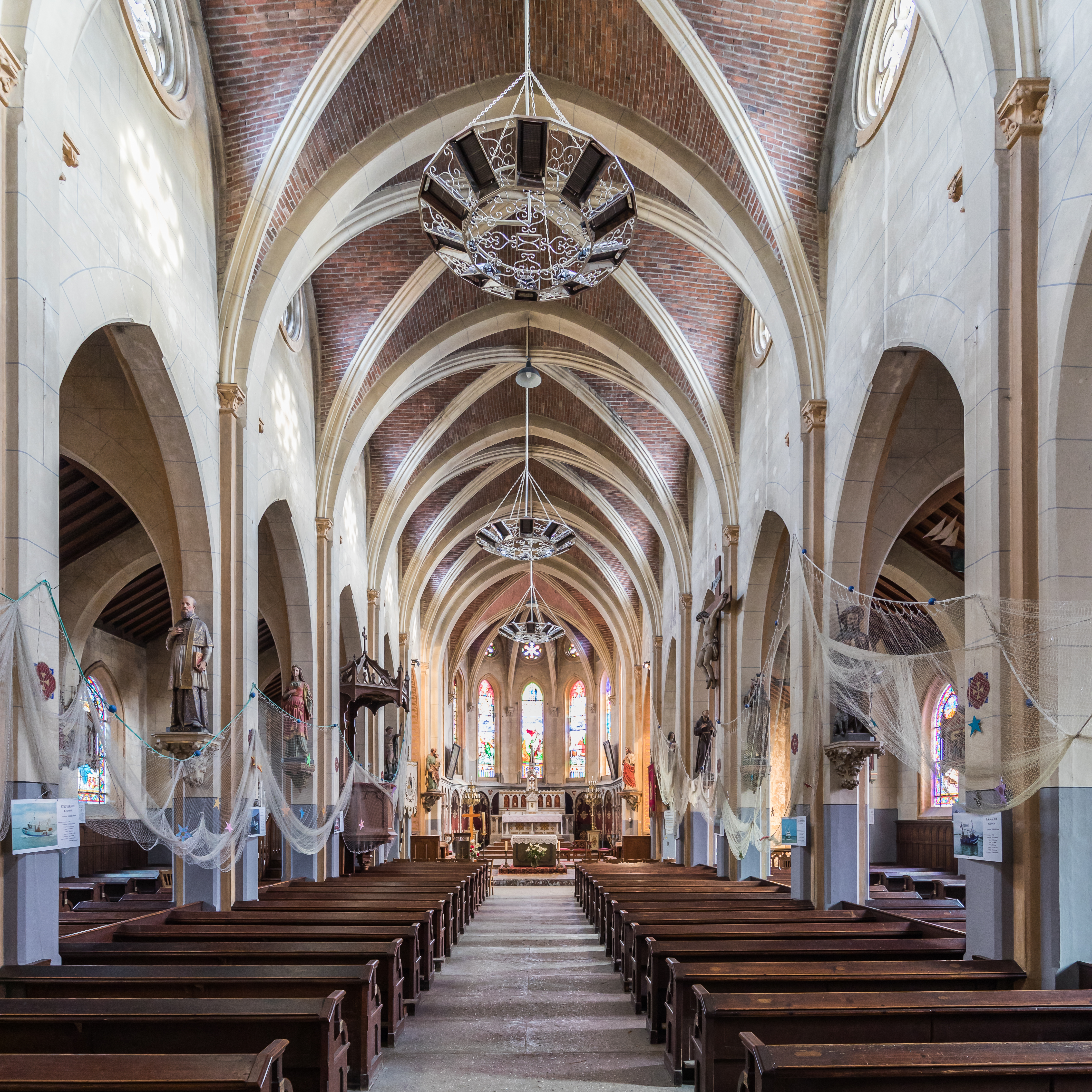

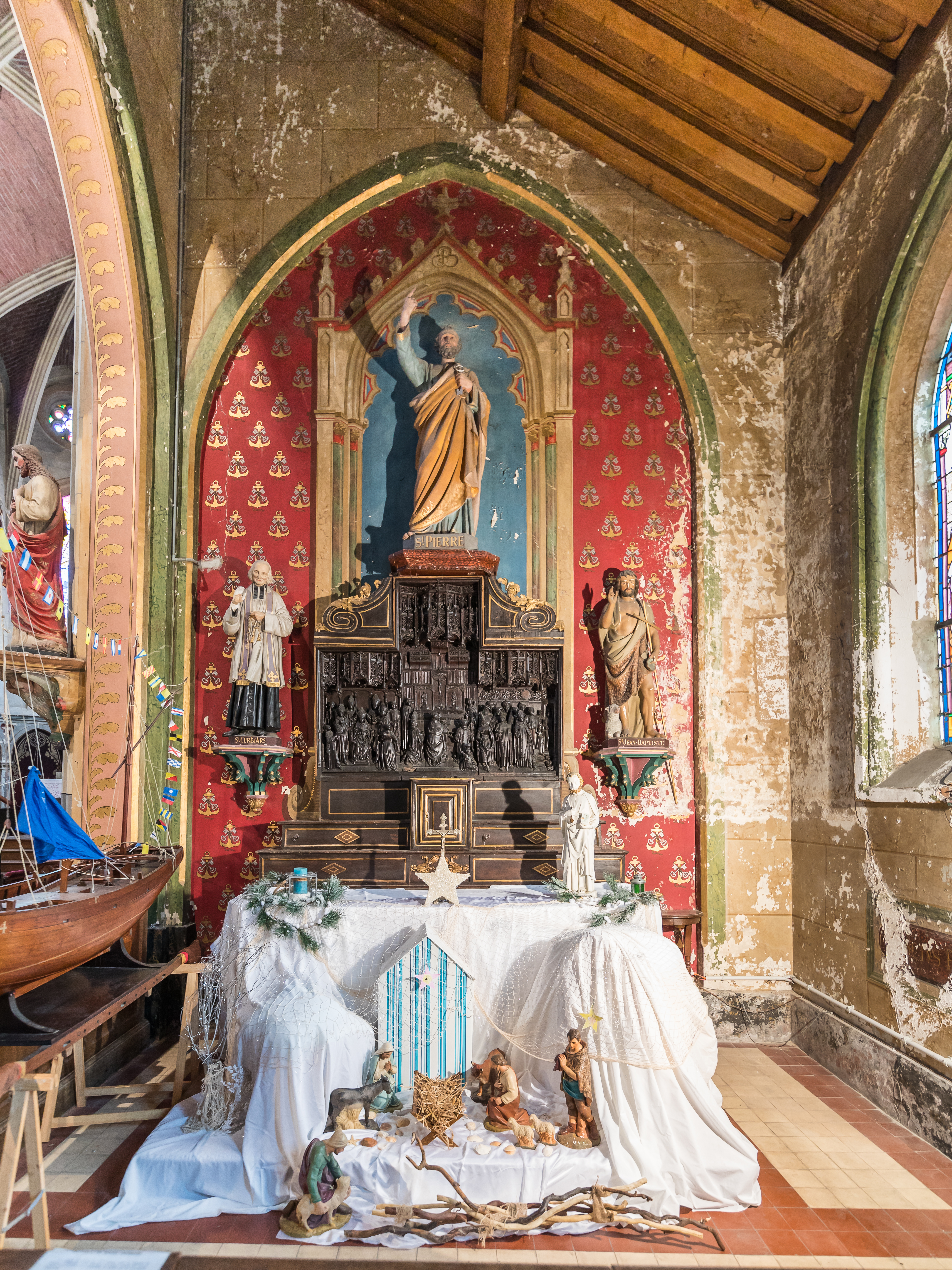

#### Retables
À l'intérieur, sous la statue de saint Pierre, a été placé un retable du XVe siècle. De style gothique flamboyant, ce retable, en bois sculpté, illustre des scènes de la vie de saint Honoré. Il provient de la Chartreuse de Thuison d'Abbeville. D'un relief accusé, il représente des personnages en costumes d'époque. Le retable est classé monument historique au titre d'objet depuis le 14 juin 1898,.
Un retable néo-gothique du XIXe siècle, en bois et plâtre, représentant la Vierge Marie dans la grotte de Lourdes est inscrit monument historique au titre d'objet, depuis le 23 décembre 1980.
Un autel néo-gothique dédiée à la Vierge est, lui aussi, inscrit monument historique.

#### Peinture
Une peinture murale sur toile marouflée, de 2,15 m de haut sur 3,5 m de large représente une Vue du Crotoy au XVe siècle avec l'inscription : « Que voici un bon peuple. Plût à Dieu que je fusse si heureuse lorsque je finirai mes jours que je puisse être enterrée en ce pays. », citation prêtée à Jeanne d'Arc prisonnière au château du Crotoy. Cette peinture datant de la fin XIXe-début XXe siècles est protégée en tant que monument historique, inscrite au titre d'objet depuis le 10 janvier 2003.

#### Ex-voto
L'église conserve également des ex-voto marins.
Cinq d'entre eux sont suspendus alors qu'un ex-voto de taille importante est exposé dans une chapelle :
- un navire à la coque rouge et noire portant l'inscription abrégée de la commune "StSVS. 1118 qui a pour nom le Saint-Joseph ;
- un trois-mâts guerre à la poupe arrondie ;
- un trois-mâts barque, navire marchand ou terre-neuvas ;
- un caïque, navire traditionnel de pêche ;
- un navire de type brick, de couleur noire ;
- un caïque exposé dans une des chapelles. Toutes ces maquettes sont celles de bateaux du XIXe siècle[6].

#### Verrières
Les verrières du chœur et des bas-côtés, en verre peint du XIXe siècle, sont protégés en tant que monuments historiques :
inscription par arrêté du depuis le 23 décembre 1980. Elles représentent dans le chœur : 
- saint Joseph et les trois vertus (Foi, Espérance et Charité) ;
- la pêche miraculeuse ;
- Jésus confiant son Église à Pierre ;
- saint Pierre s'enfonçant dans les eaux par son manque de foi ;
- saint Louis embarquant pour la septième croisade.

Dans les bas-côtés :
- le baptême du Christ ;
- Jeanne d'Arc emprisonnée au château du Crotoy ;
- le sacre de Clovis par saint Rémi ;
- saint Roch en pèlerin.

#### Orgue
L'église possède un orgue de tribune réalisé en 1934 par Félix Van den Brande.